# Movimiento polar

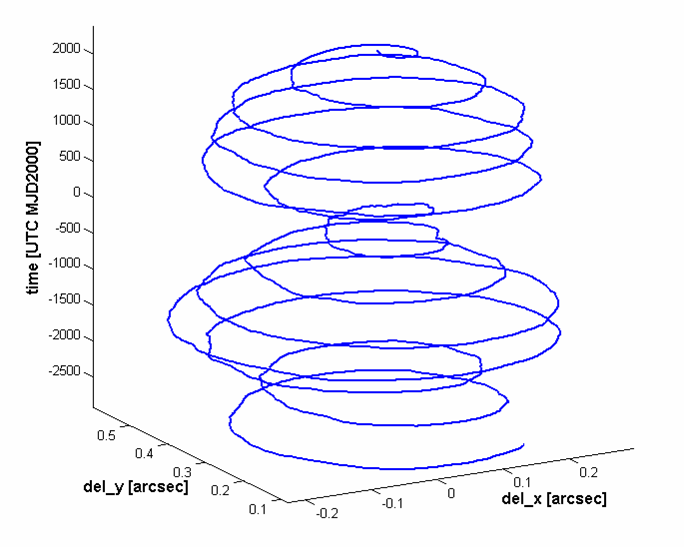
Diagrama mostrando el desplazamiento polar. El eje vertical corresponde al tiempo (unidades en días) y los ejes horizontales al desplazamiento sobre la superficie (cada segmento equivale a unos 3 metros sobre la superficie). Datos suministrados por el IERS.

Se denomina movimiento polar al desplazamiento que experimentan los polos celestes de la Tierra con respecto a los polos geográficos, como consecuencia de minúsculas desviaciones en el eje de rotación terrestre. Estas desviaciones son debidas a pequeñas fluctuaciones en la geometría del planeta o en su distribución de masas, bien sea por los desplazamientos diarios de masas de agua debidos a las mareas, a cambios en la acumulación estacional de nieve, o a otros efectos de origen incierto.
Aunque la oscilación de los polos geográficos es de reducidas dimensiones, los satélites de posicionamiento y comunicación, así como otras instalaciones tales como los observatorios astronómicos, deben tener en cuenta este efecto y realizar las oportunas correcciones. El Servicio Internacional de Rotación de la Tierra y Sistemas de Referencia (IERS) es el organismo encargado del seguimiento y cálculo de este movimiento, que se considera impredecible a largo plazo.

## Componentes del movimiento polar
Se considera que el movimiento polar es la combinación de tres factores distintos: dos movimientos cuasi-periódicos, y una deriva gradual.
- El Bamboleo de Chandler es el componente dominante del movimiento polar.[1] Describe una trayectoria casi circular de entre 3 y 15 m de diámetro en un periodo de unos 14 meses.
- La oscilación anual, que describe un círculo menor, coincidiendo con la acumulación estacional de masas de agua.[3]
- La deriva, en dirección hacia el meridiano 80° oeste, y cuya causa se cree es debida a movimientos en el manto terrestre y a la paulatina pérdida de hielo de Groenlandia. Esta deriva es impredecible, y se desplaza a una velocidad ligeramente superior a un metro por década.[4]

Además de estos tres componentes, la ubicación de los polos experimenta variaciones diarias debidas a las mareas, pero sus efectos son muy pequeños. También fenómenos tectónicos como los terremotos pueden alterar la posición del polo.